# Joan Senent-Josa
Joan Senent-Josa ( Barcelona, 1947 - Barcelona, 13 de diciembre de 2023) fue un biólogo, periodista y traductor catalán. Estudió biología en la Sorbona de París, donde vivió cinco años con una beca del gobierno francés. En 1967 y 1968 fue delegado en París del Sindicato Democrático de Estudiantes . 
Colaboraba habitualmente en El Viejo Topo, Triunfo  y El País . 
Dirigió la revista en catalán Ciència durante su segunda etapa de 1980 a 1991.    Y reivindicó los orígenes de la literatura de ciencia ficción en catalán. 
Junto con la bióloga Montserrat Vallmitjana, revisó la traducción al catalán  El origen de las especies de Charles Darwin . 
Fue un espeleólogo y entomólogo reconocido. Hay dos especies de escarabajos que llevan su nombre: Subilsia senenti (Español 1967), que descubrió en la Cordillera del Atlas, en Marruecos, y Troglocharinus senenti (Escolà 1967), un hallazgo en la cordillera del Montsec de Rubias . 
Senent-Josa fue militante maoísta activo hasta la muerte de Mao y el descubrimiento de los crímenes de la Revolución Cultural. Continuó siendo un admirador de China .  De 1974 a 1977, militó en el Partido del Trabajo de España, que abandonó a raíz de la crisis que vivió esta organización política.
Participó en el documental Morir de dia, un relato de las muertes que dejó la heroína durante las décadas de 1980 y 1990.   
Fue fundador en 1993 de la Asociación Libre Antiprohibicionista (ALA), un centro de debate político y club de cannabis situado en el barrio barcelonés de Sants . 

## Obras

### Libros
- Miseria y dependencia científica en España (Barcelona: Laia, 1977) ISBN 84-7222-383-3
- Conocer Mao y su obra (Barcelona: Dopesa, 1978) ISBN 84-7235-364-8
- L'origen de les espècies, de Charles Darwin (curador, junt amb Montserrat Vallmitjana; traducció de Santiago Albertí i Constanza Albertí; epíleg de Thomas Glyck)) (Barcelona: Edicions 62) ISBN 84-297-1916-4
- Ensayo sobre el arte de navegar por debajo del agua (Narcís Monturiol, Joan Senent-Josa) (Barcelona: Altafulla, 1982) ISBN 84-85403-38-X
- Què és la vida?: l'aspecte físic de la cèl·lula viva; i la ment i la matèria , d'Erwin Schrödinger, Jorge Wagensberg, Joan Senent-Josa (Barcelona: Edicions 62, 1984) ISBN 84-297-2198-3

### Artículos
Ficha disponible en Dialnet.